# Dora van Velden
Doetje „Dora“ van Velden (* 2. März 1909 in Batavia (heute: Jakarta), Niederländisch-Indien (heute: Indonesien); † 23. März 1997 in Den Haag) war eine niederländische Lehrerin, Historikerin und Kuratorin. Während des Zweiten Weltkriegs war sie in einem japanischen Lager auf Java interniert. Nach dem Krieg schrieb sie ein Standardwerk über die Internierungslager in Niederländisch-Ostindien.

## Kindheit, Jugend und Ausbildung
Dora van Velden war das zweite Kind des christlichen Lehrerehepaares Hendrik Cornelis van Velden (1879–1959) und Johanna Frederika Charlotte Grimm (1880–1941). Ihr Vater war bereits in Indien und hatte seine Frau 1905 in Middelburg durch eine Trauung per Stellvertreter („Trouwen met de handschoen“) geheiratet, eine zu dieser Zeit durchaus übliche Eheschließung in Niederländisch-Indien und den Niederlanden. Dora van Velden wurde nach ihrer friesischen Großmutter Doetje benannt, ließ sich aber lieber mit Dora ansprechen. Sie wuchs in Batavia auf, verbrachte mit ihrer Familie aber auch ausgedehnte Urlaube in den Niederlanden. 1927 machte sie in Den Haag ihr Abitur und erhielt anschließend ihr Lehrdiplom. Erst 1933 konnte ihre Familie das Geld für ihr Niederländisch- und Geschichtsstudium an der Universität Leiden aufbringen, das sie 1938 abschloss.

## Beruflicher Werdegang und Internierung auf Java
Da sie nach dem Studium keine Arbeitsstelle fand, absolvierte Dora van Velden sechs Monate später zusätzlich eine Ausbildung zur Archivarin. Nach Abschluss der Ausbildung reiste sie auf eigene Kosten nach Niederländisch-Indien und begann im September 1939 an einer Schule zu unterrichten. Während der japanischen Invasion Südostasiens im Rahmen des Zweiten Weltkriegs und der Besetzung Javas im März 1942 lebte und arbeitete sie in Batavia.
Ende Oktober 1942 wurde Dora van Velden zunächst im Lager Kramat (Djakarta), dann im Frauenlager Tjideng, einem Stadtteil von Batavia, interniert, das mit 10.500 Frauen und Kindern zum größten Internierungslager in Niederländisch-Indien wurde. Sie nutzte ihre Zeit möglichst sinnvoll, arbeitete in der Verwaltung des Lagerbüros und brachte sich selbst Italienisch bei.

## Tätigkeit nach dem Krieg, Promotion und Buchveröffentlichung
Nach der Kapitulation Japans und der Auflösung der Lager verbrachte Dora van Velden einen Erholungsurlaub in Australien und arbeitete danach an verschiedenen Schulen in Indonesien und den Niederlanden. Sie war von 1947 bis 1948 in Batavia als Lehrerin tätig und hielt sich von 1948 bis 1949 in den Niederlanden auf. Von Oktober 1949 bis August 1954 unterrichtete sie am Christelijk Lyceum in Bandung und begann neben der Arbeit an ihrer Promotion zu arbeiten. Im Schuljahr 1955/1956 unterrichtete sie Niederländisch am Montessori Lyceum in Amsterdam und im Schuljahr 1956/1957 in Bandung, konnte ihre Stelle wegen Visaproblemen aber erst mitten im Schuljahr im Februar 1957 in Batavia antreten. Ein Jahr später wurde alle Niederländer aufgrund des eskalierenden Konflikts zwischen den Niederlanden und Indonesien um Neuguinea des Landes verwiesen. Dora van Velden ging in die Niederlande und unterrichtete ab Herbst drei Monate lang am Christelijk Lyceum in Voorburg. Damit beendete sie ihre Lehrtätigkeit, die sie nie besonders wertgeschätzt hatte. Ihre Abfindung und ein bescheidener Lebenswandel ermöglichten ihr, sich ganz auf ihre Promotion zu konzentrieren.
1963 promovierte Dora van Velden in Utrecht mit „De Japanse interneringskampen voor burgers gedurende de Tweede Wereldoorlog“. Damit erschien erstmals ein vollständiges Nachschlagewerk über japanische Internierungslager während des Zweiten Weltkriegs mit einer umfassenden Analyse des Schicksals von etwa einhunderttausend Zivilisten in Niederländisch-Indien zwischen 1942 und 1945. Sie „ordnete die Internierung von Zivilisten in Niederländisch-Indien in das allgemeine Muster der japanischen Internierung von Zivilisten in Ost- und Südostasien ein. Sie widmete sich dem rechtlichen Kontext, der japanischen Kultur und Mentalität, den internen Bedingungen in den Lagern und den psychologischen Reaktionen der Internierten, der Nichtinternierten und der Verantwortung für das japanische Internierungslagersystem“. Zudem sind darin die 225 Lager in Indien mit Angaben zu Standort, Dauer, Einwohnerzahl und Todeszahlen gelistet.
Zum 1. Januar 1963 begann Dora van Velden an der Königlichen Bibliothek der Niederlande zu arbeiten. Als das Rijksmuseum Meermanno-Westreenianum/Museum van het Bock (Buchgeschichtsmuseum Meermanno, heutiger Name „Huis van het boek“) sich zum ersten Mal in seiner Geschichte einen eigenen Kurator leisten konnte, trat Dora van Velden diese Stelle an. Bis dahin lag die Leitung des Museums in den Händen von Mitarbeitern der Königlichen Bibliothek. Zwischen 1963 und dem Frühjahr 1969 organisierte sie 36 Ausstellungen, von denen ein großer Teil von der ersten Konzeption bis zur Fertigstellung der letzten Details in ihrer Verantwortung lag. Sie verfasste auch oft die Kataloge zu Ausstellungen. Die Sammlung des Museums wurde trotz begrenzter Mittel stetig erweitert und Dora van Velden warb mit großer Überzeugungskraft für Schenkungen an das Museum. Diese Tätigkeit kam ihren breiten kulturellen Interessen entgegen, und sie war bis zu ihrer Pensionierung am 1. April 1974 Kuratorin des Museums. Bei ihrer Pensionierung wurde sie zum Offizier des Ordens von Oranien-Nassau ernannt.
In den 1970er Jahren stieg das Interesse an der niederländischen Kolonialvergangenheit, so dass 1977 eine zweite Ausgabe ihres Buchs erschien und 1995 eine fünfte. Seitdem erschienen Ergänzungen zu ihrem Werk, wie etwa zum Thema Zwangsprostitution. Als Expertin war sie nach ihrer Pensionierung von 1980 bis 1986 Mitglied im Ausschuss des „Indisch Verzet“, der den Minister bei der Gewährung einer außerordentlichen Rente an ehemalige Widerstandskämpfer in Niederländisch-Indien beriet. Der entsprechende Gesetzentwurf wurde 1986 im Parlament verabschiedet. Ihr Werk bildete die Grundlage für Teil XI des Buchs „Koninkrijk der Nederlanden in de Tweede Wereldoorlog“ von Loe de Jong, das zwischen 1984 und 1986 in drei Teilen veröffentlicht wurde.
Dora van Velden starb am 23. März 1997 in ihrer Heimatstadt Den Haag. Briefe und Schriften von ihr werden im NIOD Instituut voor Oorlogs-, Holocaust- en Genocidestudies aufbewahrt. Im Buch 101 Vrouwen en de oorlog (dt.: 101 Frauen und der Krieg) der Historikerin und Schriftstellerin Els Kloek mit 101 Biografien von Frauen, die im Zweiten Weltkrieg im Kontext der niederländischen Geschichte eine Rolle spielten, ist Dora van Velden ein Kapitel gewidmet.

## Veröffentlichung (Auswahl)
- De Japanse interneringskampen voor burgers gedurende de Tweede Wereldoorlog. Groningen 1963
- De geschiedenis van het huis Prinsessegracht 30 en omgeving. Rijksmuseum Meermanno (Hrsg.), 's-Gravenhage 1972